# Anna-Klara Bratt

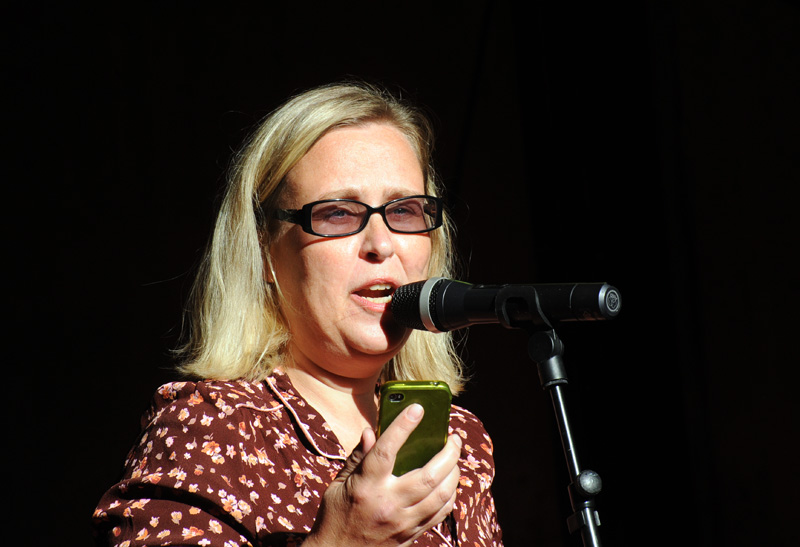
Anna-Klara Bratt talar på Nordiskt Forum 2014 i Malmö.

Anna-Klara Bratt, född 25 augusti 1967, är en svensk journalist och syndikalistisk och feministisk samhällsdebattör. Hon var den första kvinnliga chefredaktören för den syndikalistiska tidningen Arbetaren åren 1999–2004. Under hennes ledning blev tidningen uttalat feministisk och könsbalanserades, vilket i korthet innebär att tidningen skulle präglas av lika stort deltagande av kvinnor och män på ett personellt, strukturellt och redaktionellt plan. 2007 gav hon ut boken Könsbalans: så jobbar du jämställt tillsammans med Mian Lodalen.
Från och med januari 2011 var Bratt chefredaktör och ansvarig utgivare för webbtidningen Feministiskt Perspektiv, fram till dess att nyhetsproduktionen flyttade till Fempers nyheter i maj 2021. Sedan dess är Bratt chefredaktör och ansvarig utgivare för Fempers nyheter.